# Fatuberlio
Fatuberlio ist ein osttimoresischer Ort im Verwaltungsamt Fatuberlio (Gemeinde Manufahi).

## Ortsname
Der Name „Fatuberlio“ (auch Fatuberliu, Fato Berlia, Fatu-Berliu, Fatu-Berlio, Fatu Berlia, Fatu Berlin, Hato-Berlio) stammt aus dem Tetum und bedeutet auf Deutsch „Stelzen-Berg“. 1936 wurde Fatuberlio von den Portugiesen in Nova Anadia umbenannt. Doch der Name setzte sich nicht durch und einige Jahre nach dem Zweiten Weltkrieg kehrte man zum alten Namen zurück.

## Geographie

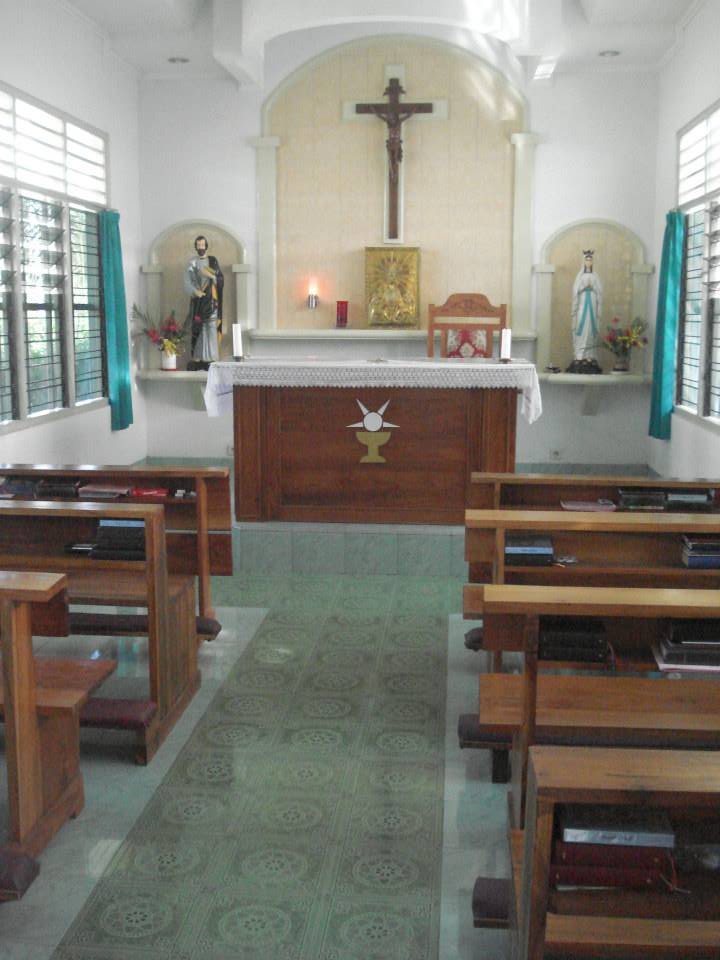
In der Kirche von Fatuberlio

Fatuberlio liegt im Inselinneren im Suco Fatucahi in Luftlinie etwa 57 km südöstlich von der Landeshauptstadt Dili und 28 km östlich von Same in einer Meereshöhe von 527 m. Er verfügt über einen Hubschrauberlandeplatz.

## Geschichte
Fatuberlio war 1976 ein Rückzugsgebiet der FALINTIL, die gegen die indonesischen Invasoren kämpfte. Hier gründete sie eine base de apoio, eine Widerstandsbasis, die Zuflucht für Flüchtlinge aus Turiscai, Maubisse, Aileu, Liquiçá und Dili bot.